# Robert Arató
Robert Arató (* 1959 in Spišská Nová Ves, Tschechoslowakei) ist ein bildender Künstler.

## Leben
Robert Arató ist 1959 in Spisská Nová Ves in der ehemaligen Tschechoslowakei geboren und 1968 mit seiner Familie nach Deutschland immigriert. Er begann 1980 sein Studium der Fine Art bei Joe Doyle an der Academy of Art in San Francisco. Es folgte ein Wechsel an die Akademie der Bildenden Künste München, wo er 1984 sein Studium bei Jürgen Reipka erfolgreich abschloss. Danach beschäftigte er sich bis 1994 mit Architektur- und Umweltdesign und Illustrationen für Museen und Flugzeug, er arbeitete als Restaurator und Bühnenbildner. Seit 1996 lebt er als freischaffender Künstler auf der spanischen Insel Ibiza.

## Werk
Aratós Werke sind dem Hyperrealismus zuzuordnen. Er malt großformatige fotorealistische Meeres- und Wolkenbilder, in denen die Farbe Blau dominiert. Er konzentriert sich bei seinen Bildern auf deren Entstehungsprozess, der bereits in der Vorbereitung der Leinwand beginnt. Seine Bilder bestehen aus mehreren, sorgfältig aufgebauten Schichten. Die Faszination der blauen Farbtöne in Kombination mit der Wiedergabe der atmosphärischen Erscheinungen von Licht, Luft und Wasser machen den Reiz der Bilder Robert Aratós aus.

## Ausstellungen (Auswahl)
- 1988: Weserrenaissancemuseum, Lemgo
- 1995: Arminius, Bad Salzuflen
- 1996: Reiss-Museum, Mannheim
- 1996: La maison, Ibiza
- 1997: Virginia bader fine art, Los Angeles
- 2001: Galerie Lauth, Ludwigshafen
- 2002: Modern Art Gallery, Karlsruhe und Galerie Spagl, Passau
- 2003: Galeria Altalene, Madrid
- 2010: Can Jeroni, Ibiza
- 2012: Art Karlsruhe (Galerie Lauth)
- 2012: Galería Bullit de Blau, Ibiza
- 2013: Art Karlsruhe (Galerie Lauth)
- 2014: Galería Jull&Friends, Ibiza

## Schriften und Literatur
- Lauth, Sibylle, Paint Works - Robert Arató, Ludwigshafen 2005
- Art in motion 1 - Robert Arató, Ibiza 2012